# Ruská Bystrá
Ruská Bystrá és un poble i municipi d'Eslovàquia. Es troba a la regió de Košice, a l'est del país.

## Història
La primera referència escrita de la vila data del 1405.

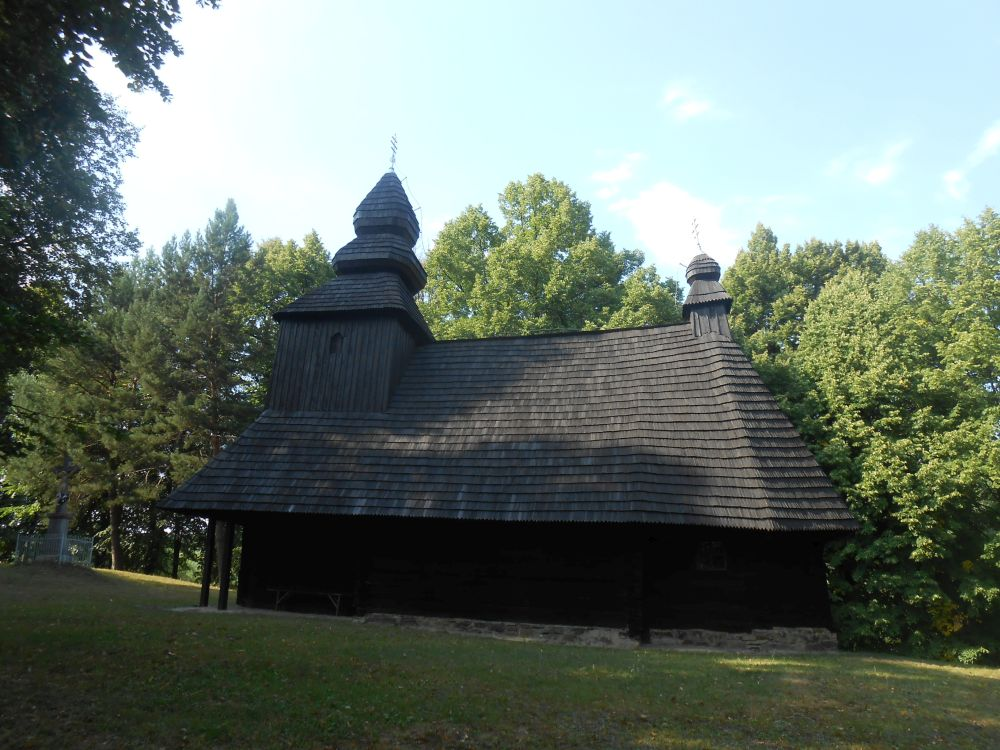
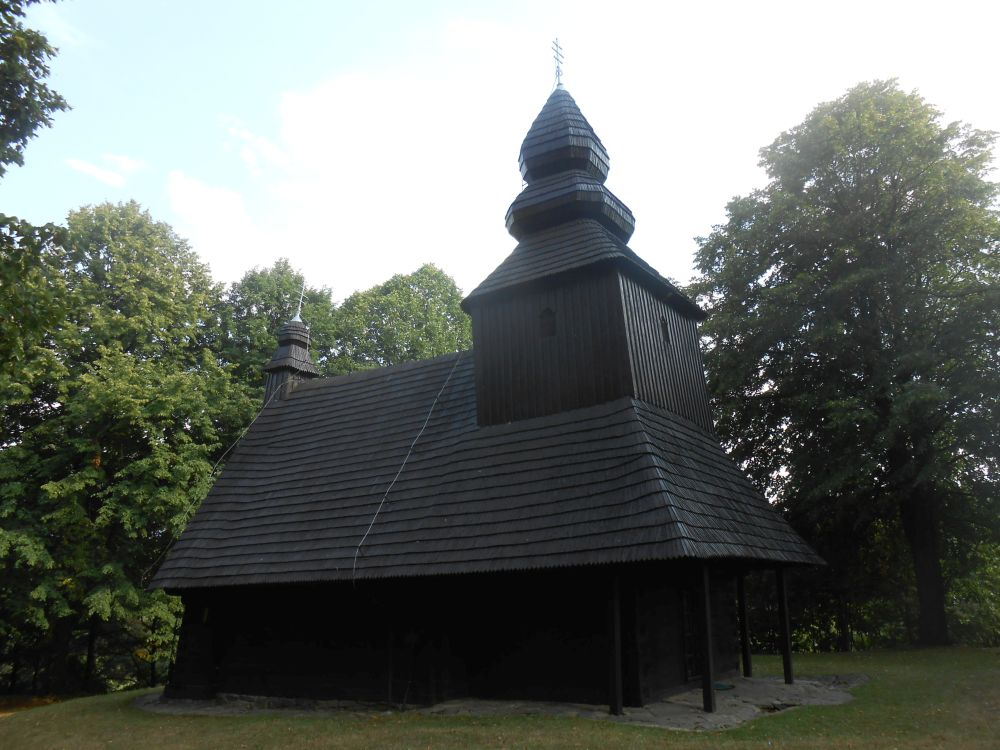

## Demografia
| Godina             | 1994 | 2004    | 2014    | 2024   |
| ------------------ | ---- | ------- | ------- | ------ |
| Nombre de persones | 167  | 133     | 118     | 107    |
| Diferència         |      | −20,35% | −11,27% | −9,32% |

| Godina             | 2023 | 2024 |
| ------------------ | ---- | ---- |
| Nombre de persones | 107  | 107  |
| Diferència         |      | +0%  |